# 後克雷布斯巴赫河
47°28′32″N 8°42′27″E / 47.47542°N 8.70742°E

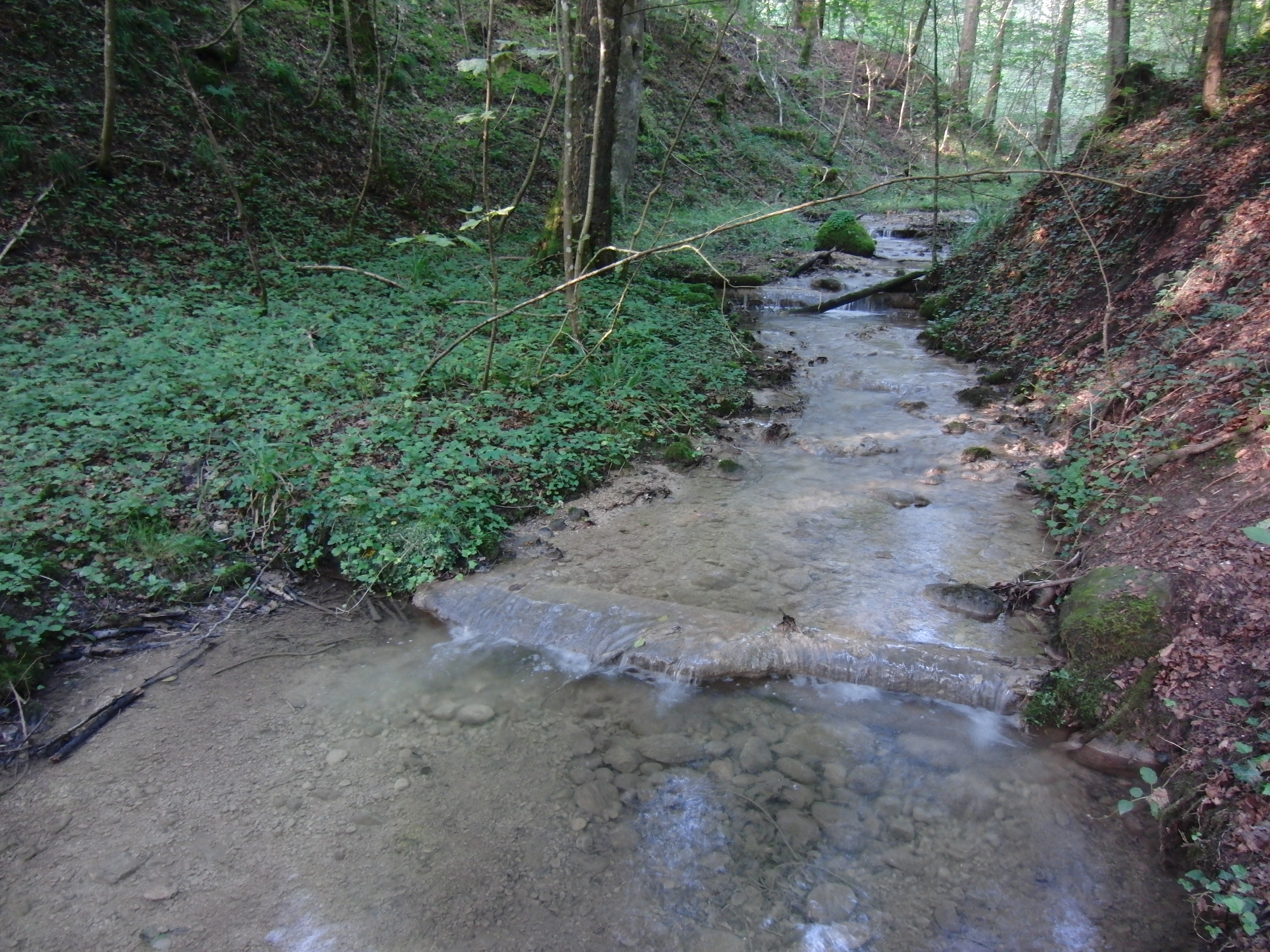

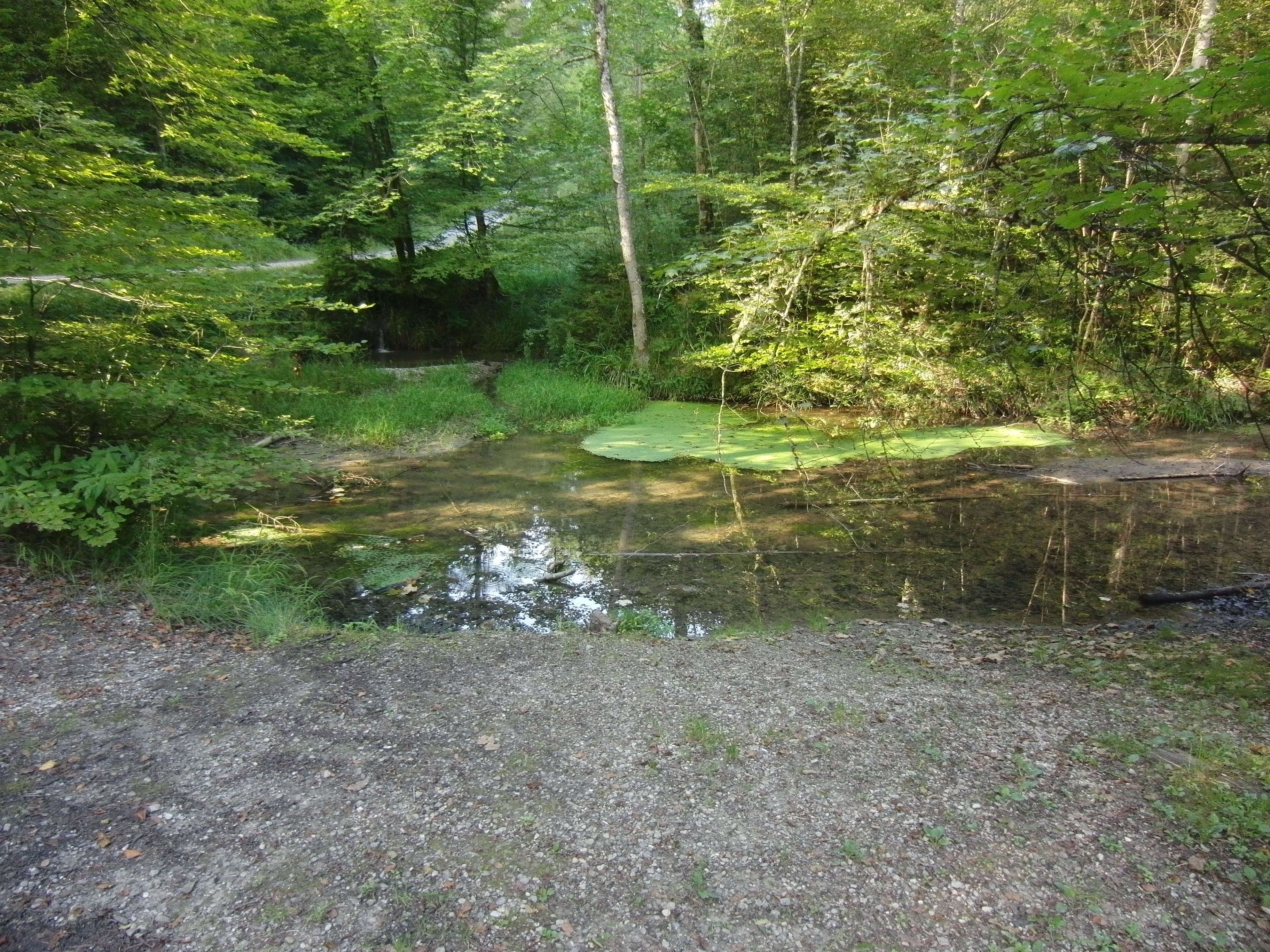

後克雷布斯巴赫河是瑞士的河流，位於該國北部，流經蘇黎世州，屬於特斯河的右支流，河道全長2.9公里，流域面積1.7平方公里，發源自埃申貝格山。